# Municipalità metropolitana di eThekwini
La municipalità metropolitana di eThekwini (in inglese eThekwini Metropolitan Municipality) è una municipalità metropolitana della provincia di KwaZulu-Natal e il suo codice di distretto è ETH.
La sede amministrativa e legislativa è la città di Durban e il suo territorio si estende su una superficie di 2.291 km² ed è suddiviso in 100 circoscrizioni elettorali (wards). In base al censimento del 2001 la sua popolazione è di 3.090.121 abitanti.

## Geografia fisica

### Confini
La municipalità metropolitana di Ethekwini confina con le seguenti municipalità locali: a nord con quelle di KwaDukuza e Ndwedwe (iLembe), a est con l'Oceano Indiano, a sud con quelle di uMdoni e Vulamehlo (Ugu) e a ovest con quelle di Mkhambathini e uMshwathi (Umgungundlovu).

### Città e comuni
- Adams Mission
- Amalanga
- Amanzimtoti
- Amaotana
- Amatoti
- Amawoti
- Assegay
- Avoca
- Blackburn
- Botha's Hill
- Canelands
- Cato Ridge
- Cele/Vumengazi
- Chatsworth
- Cibane
- Clansthal
- Clermont
- Dassenhoek
- Desainager
- Doonside
- Drummond
- Durban
- Elangeni
- Emalangeni
- Embo/Nksa Isimahla
- Emona
- Folweni
- Gcumisa
- Genazano
- Georgedale
- Glenashley
- Hambanathi
- Hammarsdale
- Hazelmere
- Hillcrest
- Ilanga
- Hillcrest
- Illovo
- Illovo Beach
- Inanda
- Inchanga
- Iqadi
- Isipingo
- Isipingo Beach
- Khabazela
- Klaarwater
- Kloof
- Kwadabeka
- Kwa-Makhuta
- Kwa-Mashu
- KwaNdengezi
- La Mercy
- Lamontville
- Luganda
- Macala - Gwala
- Maidstone
- Malagazi
- Mangangeni/Vumazonke
- Maphephetha
- Maphunulo
- Mariannhill Westville
- Mawotana
- Mawoti
- Molweni
- Mount Edgecombe
- Mount Moreland
- Mpolo
- Mpumalanga
- Mt Edgecombe
- Mwawine
- New Germany
- Newlands East
- Newlands West
- Newsel Beach
- Ngcolosi
- Ngqungqulu
- Ntshongweni
- Ntuzuma
- Oceans
- Ottawa
- Phoenix
- Pinetown
- Qadi
- Qiniselani Manyuswa
- Queensburgh
- Redcliffe
- Renishaw
- Shallcross
- Siyanda
- Sobonakhona
- Tongaat
- Tongaat Beach
- Tshelimnyama
- Umbogintwini
- Umbumbulu
- Umdloti
- Umgababa
- Umhlanga
- Umkomaas
- Umlazi
- Verulam
- Westbrook
- Westville
- Widenham
- Winklespruit
- Ximba
- Yellowwood

### Fiumi
- Lovu
- Mbokodweni
- Mdloti
- Mgeni
- Mlazi
- Mqeku
- Nungwane
- Ohlanga
- Tongati

### Dighe
- Dudley Pringle Dam
- Hazelmere Dam
- Inanda Dam
- Shongweni Dam